# She! Her! Her!
She! Her! Her! è un brano musicale del gruppo di idol giapponese Kis-My-Ft2, pubblicato come loro terzo singolo il 21 marzo 2012 dalla Avex Trax. Il singolo è il terzo consecutivo per il gruppo ad essere arrivato alla prima posizione della classifica Oricon dei singoli più venduti in Giappone.

## Tracce
CD+DVD Single
CD
1. SHE! HER! HER!
2. Deep You Voice

DVD
1. SHE! HER! HER! [ Music Video ]
2. Making Movie
3. glico｢Watering KISSMINT｣ [CM]
4. glico｢Watering KISSMINT｣ [Making Movie]

## Classifiche
| Classifica (2012) | Posizione più alta |
| ----------------- | ------------------ |
| Oricon            | 1                  |